# 마풍구브웨 왕국
마풍구브웨 왕국(Kingdom of Mapungubwe, c. 1075–c. 1220)은 그레이트 짐바브웨 남쪽의 샤셰강과 림포포강이 합류하는 지점에 위치한 남아프리카의 중세 국가였다. 이름은 트지칼랑가 및 트쉬벤다에서 파생된다. 마풍구브웨라는 이름은 "자칼의 언덕" 또는 "돌 기념물"을 의미할 수 있다. 이 왕국은 13세기에 짐바브웨 왕국의 탄생으로 절정에 달할 개발의 첫 번째 단계였으며 아프리카 동부 해안의 라프타 및 킬와 키시와니와 금을 교역했다. 마풍구브웨 왕국은 약 80년 동안 지속되었고, 전성기의 수도 인구는 약 5000명이었다.
이 고고학 유적지는 보츠와나 북동부와 짐바브웨 서부/중부 남부의 칼랑가족, 잠베지 계곡 남쪽의 남비야, 남아프리카 북동부의 바벤다로 구성된 부칼랑가 왕국에 기인할 수 있다. 고고학 유적지에서 발견된 마풍구브웨 유물 컬렉션은 프리토리아의 마풍구브웨 박물관에 보관되어 있다.

## 어원
왕국의 수도는 마풍구브웨라고 불렸고, 이것이 왕국의 어원이 되었다. 도시의 장소는 오늘날 세계문화유산, 남아프리카 국립문화유산, 국립공원, 그리고 고고학 장소이다. 마푼구브웨라는 이름의 기원과 의미에 대해 논란이 있다. 통념에 따르면 마풍구브웨는 "자칼의 장소" 또는 "자칼들이 먹는 장소"를 의미한다고 한다. 마풍구브웨의 최초 발굴자 중 한 명인 푸체에 따르면, "자칼들이 먹는 장소"를 의미한다고 한다(푸체, 1937 p. 1). 그 이름은 림폼포강의 남쪽에 있는 언덕에서 유래했다. 그것은 또한 페디, 소토, 송가, 벤다, 칼랑가를 포함한 이 지역의 다양한 민족들로부터 "지혜의 장소"와 "바위가 액체로 변하는 장소"를 의미한다.

## 기원

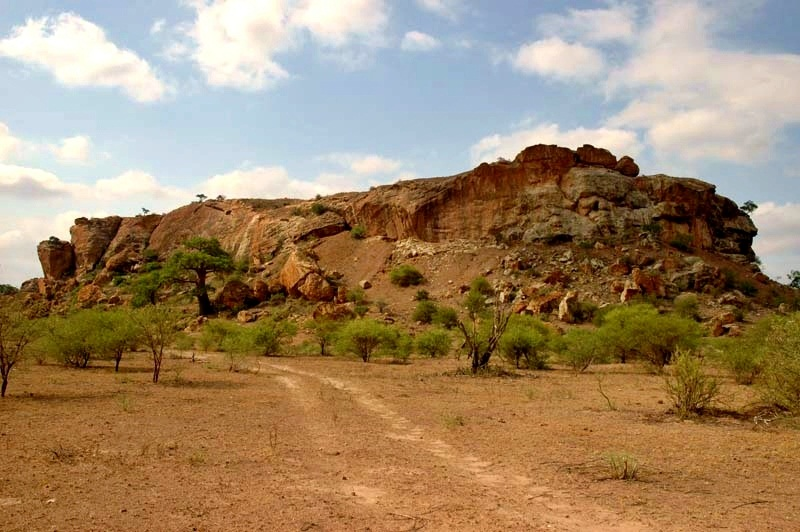
마풍구브웨 언덕.

레오파르드의 콥제 문화에서 가장 큰 정착지는 K2 문화로 알려져 있으며 마풍구브웨 정착지의 직접적인 전신이었다. 남아프리카의 벤다족과 칼랑가족의 조상으로부터 유래한 것으로 추정되는 K2 문화의 사람들은 샤시림포 지역에 매력을 느꼈는데, 이는 아마도 혼합된 농업 가능성을 제공했기 때문일 것이다. 이 지역은 또한 귀중한 상아에 접근할 수 있는 주요 코끼리 산지였다. 금과 상아 무역의 통제는 K2 문화의 정치적 힘을 크게 증가시켰다. 1075년까지 K2의 인구는 이 지역을 황폐화시키고 마풍구브웨 언덕으로 이주했다.

## 석조 벽돌
마풍구브웨 왕국의 공간 조직은 처음으로 중요한 지역을 획정하기 위해 돌담을 사용하는 것을 포함했다. 그곳에는 아마도 돌담을 사용한 주요 의원들의 거주지가 있었을 것이다. 돌과 나무가 함께 사용되었다. 마풍구브웨 언덕을 둘러싼 나무로 된 궁전도 있었을 것이다. 그 수도의 인구 대부분은 서쪽 벽 안에 살았을 것이다.

## 사회 및 문화
고고학자들은 마풍구브웨 사회가 남아프리카 최초의 계급 기반 사회 체계였을 것으로 추정한다. 즉, 마풍구베의 건축과 공간 배치는 또한 "남아프리카의 신성한 리더십에 대한 최초의 증거"를 제공한다.
마풍구브웨에서의 생활은 가족과 농사를 중심으로 이루어졌다. 출정식, 가사 활동, 기타 사회적 기능을 위한 특별한 장소가 조성되었다. 소는 주민들의 집과 가까운 곳에 위치한 크랄 지역에 거주하면서 그 가치를 나타냈다.
마풍구브웨 사람들이 기록을 남기지 않았기 때문에 사회에 대한 대부분의 추측은 건물의 잔해에 근거하고 있다.
왕국은 저지대에 사는 평민들, 작은 언덕 꼭대기를 차지하는 지역 지도자들, 마풍구브웨 언덕의 수도를 최고 권위자로 하는 3층 구조로 나뉘었을 가능성이 높다. 왕국 내의 상류층들은 언덕에 묻혔다. 왕가의 부인들은 왕으로부터 멀리 떨어진 자신들의 지역에 살았다. 중요한 인물들은 수도 외곽에 명망 있는 집을 유지했다. 이런 유형의 공간 분할은 마풍구브웨에서 처음 발생했지만 훗날 부투아 왕국과 로즈비 제국에서도 재현되었다. 마풍구브웨의 인구 증가는 도자기, 특히 도자기 분야의 전업 전문가로 이어졌을 수 있다. 금괴는 왕가의 언덕(마풍구브웨 언덕)에 있는 상류층 매장지에서 발견되었다.

## 재발견
1932년 12월 31일, 프리토리아 대학교의 학생이었던 현지 농부이자 탐사원인 ESJ van Graan과 그의 아들은 그가 들은 전설을 추적하기 위해 나섰다.
1985년에 출판된 기사에 따르면, 아프리칸스어 문헌에서 번역된 11세기로 거슬러 올라가는 바위 요새의 유적이 조사 중이라고 한다. 대중을 위한 고고학 장소에 대한 접근은 감독된 방문과 투어로 제한된다. 그러나 발견된 물건들 중 일부는 프레토리아 대학교의 고고학과에 전시되었다. 마풍구브웨 언덕과 K2는 1980년대 정부에 의해 국가 기념물로 지정되었다.
마풍구브웨는 2003년 남아프리카 6학년 교육과정에 추가되었다.

## 마풍구브웨 언덕 매장
최소 24개의 유골이 마풍구브웨 언덕에서 발굴되었지만, 11개만 분석에 사용할 수 있었고, 나머지는 접촉 또는 빛과 공기에 노출되자마자 해체되었다. 대부분의 유골은 부장품이 거의 없거나 전혀 묻혀 있지 않았으며, 대부분의 성인은 유리 구슬이 부장되었다. 두 개의 성인 매장(초기 발굴자들에 의해 10번과 14번으로 표시됨)과 라벨이 부착되지 않은 유골 한 개(원래 금 매장이라고 함)는 금제 유물과 관련이 있으며, 마풍구브웨 언덕의 소위 무덤 지역에서 발굴되었다. 이러한 최근의 정보에도 불구하고 유골은 모두 전통적인 반투 매장 위치(가슴에 다리를 당기고 앉아 무릎 앞에 팔을 접은 채 앉아 있음)에 묻혔고, 이들은 서쪽을 향하고 있었다. 10번인 남성 유골은 손으로 금괴를 움켜쥔 채 매장되었다.
14번(여)이라는 이름의 이 유골은 발목에 최소 100개의 금줄 뱅글이 감겨져 있었고 무덤에는 최소 1000개의 금구슬이 있었다. 마지막 금 매장지(남)는 머리 받침대와 금박으로 만든 세 개의 물건을 나무 심지에 붙여 묻었는데, 이는 그릇, 의식, 코뿔소 등을 묘사한 것이다. 표본에서 최소 2마리의 코뿔소가 추가로 발견됐지만 특정 무덤과의 연관성은 확인되지 않았다.

남아프리카 공화국 정부는 1933년 발굴된 유골을 마풍구브웨 언덕에 다시 묻기 위해 2007년 11월 20일에 열린 기념식에서 허가의 뜻을 밝혔다.

## 인구

### 식단 및 생활 습관
마풍구브웨인들의 건강과 생활 방식에 대해 알아보기 위해 그들의 골격 분석이 실시되었다. 연구 결과에 따르면 마풍구브웨인들은 산업화 이전 집단(산업화 이전 유럽인들과 비슷한 수준)에 대해 예상되는 사망률을 경험했으며, 청소년 때 높은 사망률을 보였으나 성인 이후에는 35-40년의 수명에 도달했다. 또 다른 연구 결과는 마풍구브웨인들이 눈에 띄는 만성 감염 빈도 없이 잘 자랐지만 어린이들은 가끔 빈혈(병 세포가 지정되지 않음)이 발견되었지만 말라리아는 표시되지 않았다. 이 건강 지수는 표본을 비교한 남아프리카 공화국의 오크허스트의 농업 인구와 분명히 대조적이었다.

### 민족성
두개골의 특성(즉, 두개골의 특성)에 대한 골격 분석은 마풍구브웨인들과 다른 개체군들 사이의 유전적 관계를 추론하는 데 사용되었다. 갤러웨이의 초기 분석에 따르면 1939/1957년에 마풍구브웨인들과 코이산 표본에서 추출한 표본 사이에 친화성이 있다고 보았으며, 따라서 마풍구브웨 개체군을 "인종적으로 보스코프"(코이산)로 분류했으며, 이는 아마도 추가적인 "코카소이드" 특성이 있더라도 마찬가지였다. 이 분류는 논란의 여지가 있는 분류가 되었는데, 특히 위에서 논의한 바와 같이 이 지역에서 발견된 물질 문화가 알려진 현대 철기시대 반투 관행과 대체로 일치하기 때문이다. 갤러웨이의 유골에 대한 재분석은 두개골에 대한 보존 관행이 제대로 이루어지지 않았기 때문에 어렵지만, 이후 다른 발견에 대한 분석은 마풍구브웨에서 추출한 표본의 대부분이 반투족으로 예상되는 일반적인 범위에 속한다는 것을 입증했다. 1970년 라이트미어의 분석에 따르면 두개골 길이, 글라벨라 돌출부, 나시온-기저(코다리) 길이, 폐포-기저 길이 및 기타 여러 특성(총 35개)을 측정한 결과, 6개의 "K2 Crania"(우측은 밤반다날로 및 마풍구브웨와 함께 K2를 취급함) 모두 "부시만"(산?) 표본의 범위를 분명히 벗어났고, 4개는 "핫텐토트" 표본의 범위를 분명히 벗어났다. 두 개는 차치하고, "나머지는 확실하게 현대 반투족으로 예상되는 변이 범위 내에 있다..."라고 결론지었다:
밤반디야날로와 마풍구브웨 사람들은 “대코이산”(즉, 호 텐톳) 인구의 대표로 간주되는 것은 표시를 놓친 것 같다 ... [이러한 유적을 니그로 이전 또는 비니그로로 계속 강조 할 근거가 없기 때문에 K2 (레오파드의 코페) 물질 문화를 “점령된”것으로 “설명”할 필요가 없다 ...

Steyn 1997의 분석에 따르면 치아 샘플(치과 샘플은 그녀의 작품에서 연구된 주요 종류)은 산족 샘플보다 "남아프리카 니그로"로 분류된 K2의 샘플과 더 유사했다.
따라서 K2와 마풍구브웨 치아는 동일하지는 않지만 현대의 '남아프리카 니그로'와 대체로 유사한 단일 개체군에서 유래했을 것이다.

이러한 혼란의 원인은 여러 가지가 있다. 첫째, 사용 가능한 표본 크기가 매우 작기 때문에 결과가 우연적 편향(즉, 특별히 독특한 개인 집합이 전체를 대표하는 것으로 간주됨)에 취약하다. 둘째, 두개골 측정 분석은 일반적으로 측정 및 해석 문제에 상당히 취약하다는 점에 유의해야 한다. 측정 기준과 관련 집단에 따라 한 집단의 특성을 다른 집단으로 읽을 수 있다는 것은 오랫동안 알려져 왔다. 셋째, 많은 학자들은 생리적 분석을 통해 코이산족과 반투족 집단 구성원 간의 균일한 분화를 가정하는 것은 남아프리카 인구가 오랫동안 혼합 형질을 가지고 있고 상호 작용해 왔다는 사실과 Steyn의 말처럼 "특정 인종의 모든 주요 특징을 가진 이상적인 ‘개인’을 기준으로 개인을 설명하는 유형학적 접근법은 이제 완전히 낡았다고 지적한다."
그러나 이것이 광범위한 '군집' 차이를 확인하고 그 안에서 작동할 수 없다는 것을 의미하지는 않다. Rightmire 1970은 충분한 기준이 매우 높은 수준의 신뢰도로 분석된 코이산과 "남아프리카 니그로" 표본을 구분할 수 있다고 주장했고, Franklin & Freedman 2006에서도 비슷한 주장이 제기된 바 있다. 이 경우에도 Rightmire & Merwe 1976은 이러한 차별화를 통해 예상치 못한 발견이 드물지 않음을 보여준다; 그들의 분석은 논문을 위해 분석된 두 매장지 중 하나가 “반투”보다 “핫텐토”에 더 잘 맞았으며, 반투에 가장 잘 맞는 것은 벤다 샘플이라고 결정했다. 두 경우 모두 지난 20년간의 실제 유전자 분석(유전적 관계를 추론하는 생리학적 분석과는 대조적으로)은 역사적으로 코이산족과 남아프리카 반투족 사이에 주목할 만한, 때로는 상당한 혼혈이 있었으며, 이는 현대 코이산족과 반투족에 반영되어 있음을 뒷받침한다. 마지막으로 두개골 측정 또는 유전자 분석이 그 자체로 역사적 민족의 민족 언어적 정체성과 경계를 정확하게 파악할 수 있다는 가정이 있는데, 이는 1963년 브로스웰이 거의 전적으로 '비코이산' 관련 혈통을 가진 코이산 집단이 존재하고 일부 호사 샘플에는 비호사 혈통이 다수인 것으로 나타나 종종 문제가 있다고 간주한 바 있다.

## 보호 구역
이 지역은 현재 마풍구브웨 국립공원의 일부이며, 유네스코 마풍구브웨 문화 경관과 그레이터 마풍구브웨 국경지대 보존 지역에 포함되어 있다.
남아프리카의 트랜스 프론티어 보존 지역에 대한 기여는 마풍구브웨 국립공원, 베네치아 림포포 자연 보호구역, 림포포 계곡 보호구역, 마페수 개인 수렵 보호구역, 제안된 모갈락웨나 수렵 보호구역, 벰베 수렵 보호구역 및 다수의 소규모 개인 농장으로 구성된다. 제안된 총 면적은 256,100헥타르, 즉 그레이터 마풍구브웨 트랜스프론티어 보존 지역 전체의 53%에 해당하다.
보츠와나의 보호 구역에 대한 기여는 71,173헥타르에 달하는 북부 툴리 수렵 보호구역으로 이루어져 있다. 2단계에서는 중앙 툴리 농장과 제안된 샤쉐 CCA가 포함되면서 면적이 더 늘어날 것으로 예상된다. 또한, 마타타네 북부 마을에서 코보장고까지 그리고 그 이후 샤쉐 강까지 대략적으로 확장되는 지역도 GMTFCA의 일부가 될 것이다. 보츠와나가 TFCA에 기여하는 면적은 총 135,000헥타르로, 이는 그레이터 마풍구브웨 국경지대 보전 지역 전체 면적의 약 28%에 해당한다. 센티넬 랜치, 노팅엄 에스테이트, 툴리 서클 사파리 지역이 짐바브웨의 GMTFCA에 대한 기여를 구성하고 있다. 2단계에서는 마라마니, 마추추타, 활리 야생동물 관리 지역도 포함되어 광역 마풍구브웨 초국경 보호 지역에 대한 짐바브웨의 기여 규모가 96,000헥타르(약 19%)로 확대될 수 있다.

### 마풍구브웨 문화경관
마풍구브웨 문화경관은 2003년 7월 3일 유네스코 세계문화유산으로 지정되었다.

## 참고 문헌
- Fouché, L. (1937). 《Mapungubwe: Ancient Bantu Civilisation on the Limpopo》. Cambridge: Cambridge University Press. 183 pages쪽.
- Gardner, G.A. (1949). “Hottentot Culture on the Limpopo”. 《South African Archeological Journal》 4 (16): 116–121. doi:10.2307/3886997. JSTOR 3886997.
- Gardner, G.A. (1955). “Mapungubwe: 1935 – 1940”. 《South African Archeological Journal》 10 (39): 73–77. doi:10.2307/3887555. JSTOR 3887555.
- Hall, Martin; Rebecca Stefoff (2006). 《Great Zimbabwe》. Oxford: Oxford University Press. 48 pages쪽. ISBN 0-19-515773-7.
- Hrbek, Ivan; Fasi, Muhammad (1988). 《Africa from the Seventh to the Eleventh Century》. London: UNESCO. 869 pages쪽. ISBN 92-3-101709-8.
- Huffman, Thomas (2007). 《Handbook to the Iron Age: The archaeology of pre-colonial farming societies in southern Africa》. Scottsville: University of KwaZulu-Natal Press. 504 pages쪽. ISBN 978-1-86914-108-0.
- Walton, J. (1956). “Mapungubwe and Bambandyanalo”. 《South African Archeological Journal》 11 (41): 27. doi:10.2307/3886782. JSTOR 3886782.
- Walton, J. (1956). “Mapungubwe and Bambandyanalo”. 《South African Archeological Journal》 11 (44): 111. doi:10.2307/3886587. JSTOR 3886587.
- Duffey, Sian Tiley-Nel et al. The Art and Heritage Collections of the University of Pretoria.Univ. of Pretoria, 2008.